# Numeracja LDA
Numeracja LDA, podobnie jak numeracja L służy do pomocy w identyfikacji i nazewnictwie naukowo nie opisanych gatunków ryb z rodziny zbrojnikowatych (Loricariidae). Ta numeracja została wprowadzona w roku 1992 przez niemieckie czasopismo Das Aquarium. Pomysłodawcą tej numeracji był autor Erwin Schraml.
LDA jest skrótem od Loricariidae Das Aquarium.